# Domitila la Mayor

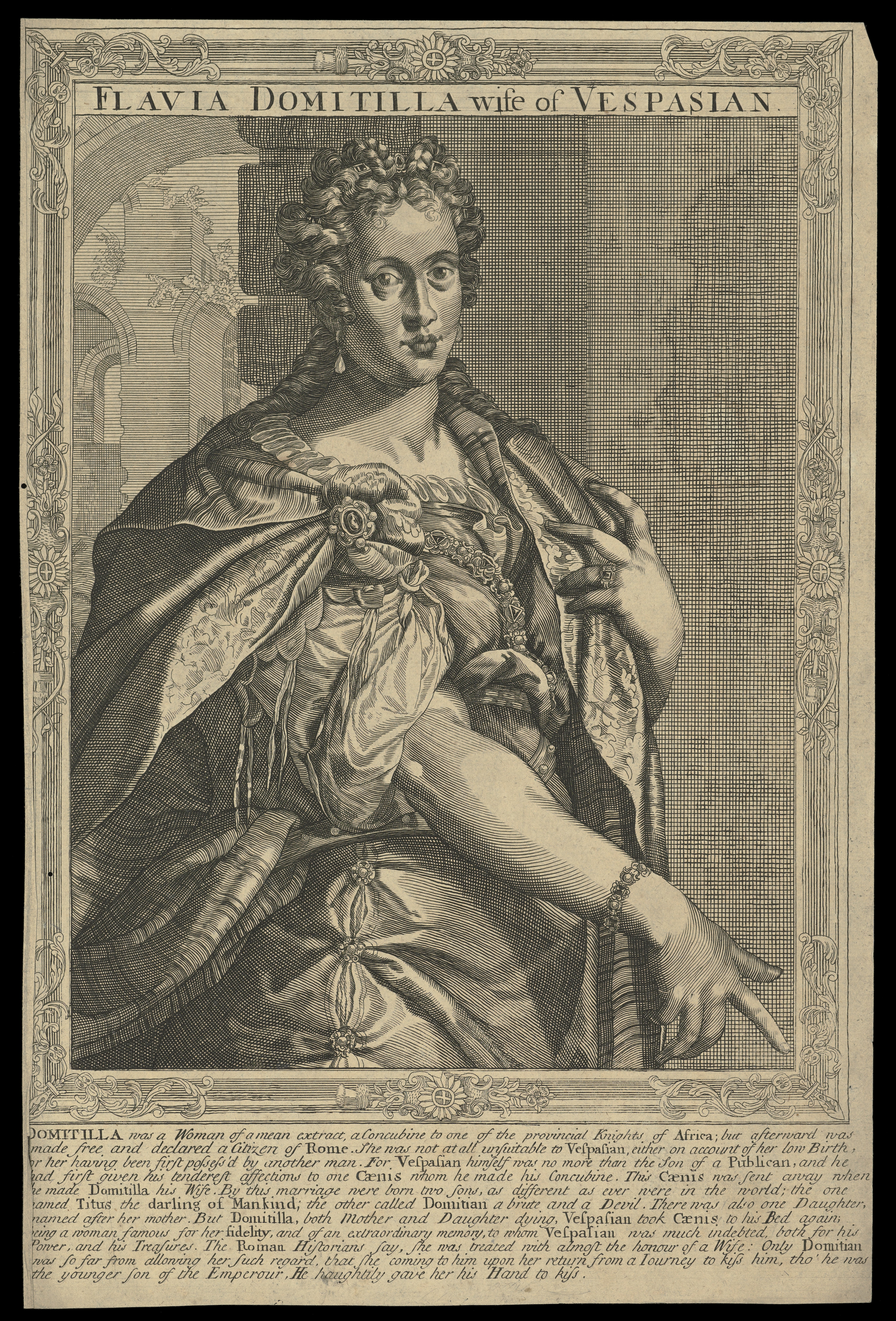
Retrato de Domitila la Mayor según un dibujo del siglo XVI.

Flavia Domitila o Domitila la Mayor (en latín, Flavia Domitilla Maior; m. antes de 69) fue esposa del emperador romano Vespasiano.

## Biografía
Era hija de Flavio Liberal, un simple escriba de un cuestor. Antes de casarse fue amante de Estatilio Capela, un équite de la provincia de África. Contrajo matrimonio con Vespasiano c. de 38. Fruto de este matrimonio nacieron Domitila la Menor, Tito y Domiciano. Falleció antes de que su marido ascendiera al trono.
Se han conservado varias monedas que contienen grabado su rostro o el de su hija, Flavia Domitila la Menor.